# بخش پلیزنت (شهرستان فیرفیلد، اوهایو)
بخش پلیزنت (به انگلیسی: Pleasant Township) یک منطقهٔ مسکونی در ایالات متحده آمریکا است که در شهرستان فیرفیلد، اوهایو واقع شده‌است.
 بخش پلیزنت ۹۰٫۰ کیلومتر مربع مساحت و ۶٬۰۸۳ نفر جمعیت دارد و ۳۱۱ متر بالاتر از سطح دریا واقع شده‌است.